# 72e régiment d'infanterie (Autriche-Hongrie)
Pour les articles homonymes, voir 72e régiment.
Le 72e régiment d'infanterie, connu à partir de 1867 comme 72e régiment d'infanterie « baron von David », est une unité d'infanterie de l'armée commune austro-hongroise. Régiment hongrois formé en 1860, il est dissous en 1918.

## Création et différentes dénominations
- 1860 : création du 72e régiment d'infanterie « baron Ramming » (Infanterieregiment Freiherr von Ramming Nr. 72)[1]
- 1876 : 72e régiment d'infanterie « baron Kilianshausen » (Infanterieregiment Freiherr von Kilianshausen Nr. 72)[1]
- 1876 : 72e régiment d'infanterie « baron David (de) » (Infanterieregiment Freiherr von David Nr. 72)[1]
- 1915 : 72e régiment d'infanterie (Infanterieregiment Nr. 72)
- 1918 : dissous

## Historique
Le régiment est créé le 1er février 1860 avec deux bataillons du 4e régiment d'infanterie et un bataillon du 23e régiment d'infanterie (pl).
En 1914, il est en garnison à Pozsony (aujourd'hui Bratislava en Slovaquie). En 1917-1918, le régiment est réorganisé et perd son IIe bataillon qui rejoint le nouveau 112e régiment d'infanterie (sl).

## Uniforme
Le régiment porte l'uniforme des régiments hongrois de l'Armée autrichienne, avec couleur distinctive bleu clair et boutons jaunes. La tunique blanche est cependant remplacée à la fin des années 1860 par une tunique bleu foncé. En 1908 est introduite une tenue de combat gris bleuté (Hechtgrau). En 1915, l'armée austro-hongroise adopte le Feldgrau allemand sous le nom de Feldgrün mais différentes nuances d'uniformes cohabitent jusqu'à la fin de la guerre.
En 1917, l'armée abandonne officiellement le système d'uniformes hongrois et allemands, ainsi que les couleurs distinctives régimentaires, les régiments se distinguant maintenant par des numéros (bleus pour l'infanterie) cousus sur l'uniforme.